# Arnaud Tournant
Arnaud Tournant, född den 5 april 1978 i Roubaix, Frankrike, är en fransk tävlingscyklist som tog OS-guld i bancyklingslagsprint vid olympiska sommarspelen 2000 i Sydney. Vid cyklingstävlingarna i samband med OS 2004 i Aten tog han både silver och brons, och vid Peking-OS 2008 blev det silver i lagsprint.